# Ramaz Sjengeliastadion
Het Ramaz Sjengeliastadion is een voetbalstadion in de Georgische stad Koetaisi. In het stadion speelt Torpedo Koetaisi haar thuiswedstrijden.